# Valezka
Valezka, właśc. Valezka Klett (ur. 31 października 1981 we Frankfurcie nad Menem) – niemiecka piosenkarka, szczególnie w stylach hip-hop i R&B.

## Młodość
Valezka jest najstarsza spośród czwórki rodzeństwa. Jej matka jest Niemką z obywatelstwem amerykańskim, ojca nigdy nie widziała. Uczęszczała do Liceum we Frankfurcie, a zakończyła go ze średnim wykształceniem.

## Dyskografia
- 2001: M.O.R. – N.L.P. (Album)
- 2001: Kool Savas – Haus & Boot (Single)
- 2001: Eko Fresh – jetzt kommen wir auf die Sachen (EP)
- 2002: Optik Mixtape – Vol. 1 (Album)
- 2003: Kool Savas – Der beste Tag meines Lebens (Single)
- 2003: Eko Fresh – König von Deutschland (Single)
- 2003: Eko Fresh – Ich bin jung und brauche das Geld (Album)
- 2004: L.O.V.E. – L.O.V.E. (Single)
- 2004: L.O.V.E. – Life of Valezka & Eko (Album)
- 2004: Eko & Azra – Dünya Dönüyor (Album)
- 2004: Eko Fresh & Valezka feat. Joe Budden – Ich will Dich (Single)
- 2004: Raptile feat. Valezka – Da Unbeatables (Single)
- 2004: L.O.V.E. presents Valezka – Neue Männer braucht das Land (Single)
- 2004: L.O.V.E. – Non Plus Ultra (Single)
- 2007: Vorspiel (EP)
- 2008: (Phrequency) – Ich kann´s mir leisten (Album)
- 2008 : R&B Streettape 2